# Zsilinszky Kázmér
Zsilinszky Kázmér Antal (Érsekújvár, 1910. március 1. – Érsekújvár, 1985. június 22.) magyar bencés szerzetes, gimnáziumi tanár, plébános.

## Élete

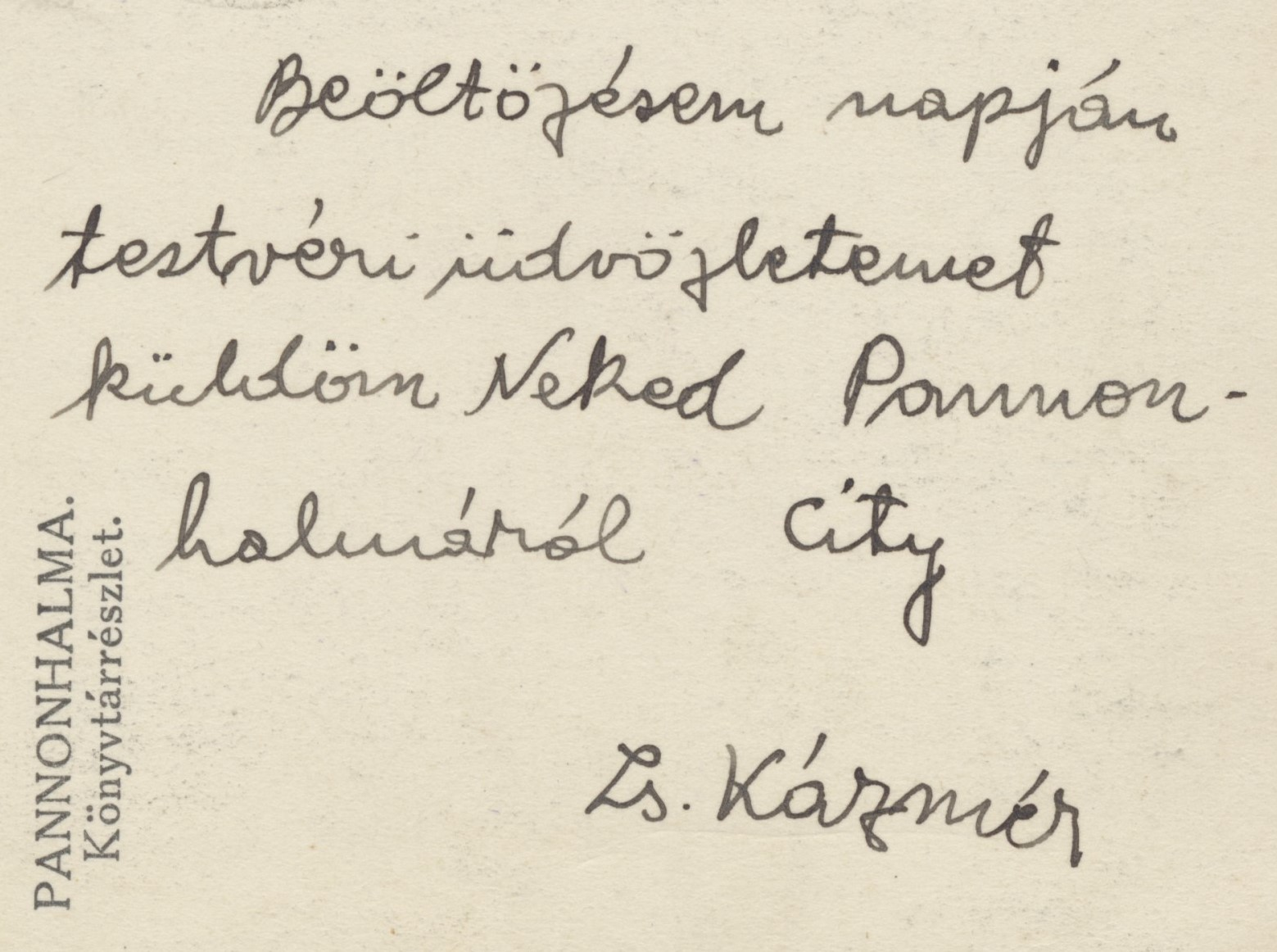
Üdvözlő sorai 1929-ből

Tehetős kisiparos családból származott, 8 testvére volt. Az érsekújvári állami gimnázium magyar tagozatán érettségizett.
A pozsonyi Comenius Egyetemen tanult magyar és szlovák nyelvet. 1929-ben, a trianon utáni első komáromi noviciusként, belépett a bencés rendbe. Teológiát a prágai Károly Egyetemen végzett. 1934-ben pappá szentelték, majd a Mária kongregáció alsó tagozatának prézese volt. 1934-1938 között a komáromi gimnáziumban tanított, majd 1938-1939-ben és 1940-1943 között Budapesten a Pázmány Péter Tudományegyetemen volt egyetemi hallgató, majd középiskolai tanári diplomát szerzett, s olasz nyelvből is vizsgát tett. 1939-1940-ben Veszprémvarsányban volt lelkész, majd a budapesti bencés gimnáziumban, 1943-tól pedig ismét Komáromban tanított. 1944-ben részt vett a komáromiak tihanyi cserkésztáborozásán. A szovjet bevonulást követően az újrainduló magyar gimnázium tanári karának tagja, de egy hónap után a városvezetés kitiltotta őket a gimnázium épületéből. A magyar gimnázium bezárása után titokban tanított és elsősorban lelkipásztori munkát fejtett ki. 1949-ben a komáromi rendházat is bezárták és a bencéseket áthelyezték.
1949 szeptemberétől znióváraljai segédlelkész, a gimnáziumban hittant tanított és a kisszemináriumban prefektus volt. 1952 áprilisától jánosgyarmati, 1954-1957 között nagycétényi, 1957-1966 között taksonyfalvai, 1966-1967-ben vágai és végül 1967-1977 között bakai plébános volt. Ott új plébániát építtetett és felújíttatta a templomot. 1977-ben agyvérzést kapott és nyugalomba vonult és szülővárosában volt segédlelkész. Az érsekújvári kórházban hunyt el, újabb agyvérzés következtében. Érsekújvárott a családi sírban nyugszik.
1935-ben a komáromi Katholikus Tanulmányi Hét egyik előadója. 1960-ban Deákiban ő is találkozott Legányi Norbert pannonhalmi főapáttal. 1968-ban több paptársával együtt kifogásolta, hogy nem esik szó a vallásszabadság ügyéről. Az Egyházmegyei Liturgikus Bizottság tagja volt.

## Művei
A belgiumi bencések folyóiratában és a Katholikus Értesítőben jelentek meg cikkei.
- 1939 Missa Recitata[8]